# 桜織
桜織（さおり）は、山梨県富士吉田市で展開されているご当地キャラクターである。

## 概要
富士吉田市では富士山の世界遺産登録（富士山-信仰の対象と芸術の源泉）のPRおよび萌えおこしの一環としてキャラクターを作成。2012年2月23日に事前に公募した名前が決定・発表された（この日を以て指定日とされている）。同年5月2日には、同県出身の高森奈津美がキャラクターボイスを担当することが発表され、富士吉田市に関連する施設やイベントでPRを行なっている。
名前は富士吉田市の花であるフジザクラと主要産業であった織物が由来である。

## プロフィール
公式プロフィールより
- 年齢：23歳
- 血液型：B型
- 誕生日：2月23日

富士山の日にちなんだもので、令和における天皇誕生日とは無関係。
- 家族：両親と双子の姉

姉の名前は「美織」で、新倉山浅間公園桜まつりのイメージキャラクター
- 職業：道の駅富士吉田店員
- 趣味：神社・お寺巡り、酒（酒乱気味）
- 好きな食べ物：麺類（特にうどん）、お刺身、そしてお酒！
- 嫌いな食べ物：グリーンピース、辛いもの
- 好きなタイプの男性：肉食系の人、正確にバネ・コシある人

## 主な活動
道の駅富士吉田での店舗展開
施設内にある屋外型ソフトクリーム店を改装し、「桜織のりとるきっちん」として営業を行なっている。
また、「道の駅富士吉田店員」という設定であることから、道の駅内および隣接する富士山レーダードーム館の案内放送も桜織による自動放送で、閉店間際には桜織による蛍の光が流される。
桜織の痛車ふぇす
毎年4月に道の駅富士吉田で開催される痛車イベント。痛車であれば描かれているのが桜織でなくても参加可能である。
主催である一般財団法人ふじよしだ観光振興サービスもトヨタ・ヴィッツを改装した痛車を保有しており、桜織の痛車ふぇすでの展示以外にも富士スピードウェイなどで開催されるヴィッツレースにも参加している。
ラッピングバス
指定日の2012年2月23日より富士急山梨バス（現在は富士急バス。車番:F2667）によるラッピングバスを運行。11月に開催される富士急電車まつりにも展示されたことがある。
ラッピングが実施された当初は名前が決定する前だっためキャラクターのみ描かれ、その隣には「富士山を世界文化遺産に」との記述であったが、名前が決定後は桜織を紹介する記述がなされ、2013年に富士山の世界文化遺産が決定すると「富士山【祝】世界文化遺産（【祝】は丸で囲まれている）」に書き換えられている。

## 関連グッズ
グッズ紹介を参照。いずれも道の駅富士吉田で販売している。その他LINEスタンプも取り扱っている。